# Post nubila Phœbus
Il motto latino Post nubila Phœbus (talvolta anche Post Nebula Phœbus) tradotto letteralmente significa: "dopo le nuvole Febo’, ossia ‘dopo la pioggia il sole".
È una sentenza del buonsenso popolare: significa che in questa vita alle disgrazie sogliono succedere le giornate serene, ai dolori le gioie.
Per questo il famoso Bertoldo quando pioveva esclamava: "Allegri, che dopo verrà il bel tempo!"
La frase Post Nubila Phœbus è incisa sugli stemmi cittadini dei comuni di Tito (PZ) e Sant'Agnello (NA) e sul cantone dell'estate (Monte di Pietà) dei Quattro Canti di Palermo. Il motto Post Nubila Phebus è scritto su un cartiglio di una metopa del primo ordine; e sul piedistallo del monumento a Gutenberg a Vienna.